# 嘌呤代谢
許多生物利用代謝途徑來合成或分解嘌呤。

## 生物合成

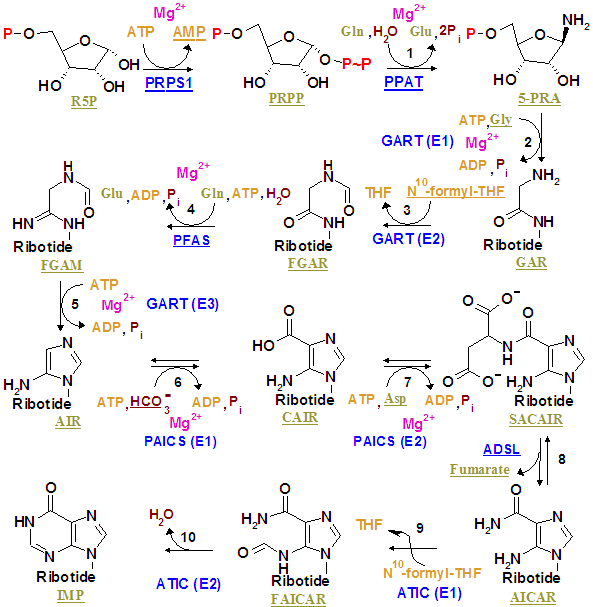
IMP的合成.顏色代表如下: 酵素, 輔酶, 基質名稱, 金屬離子, 無機分子

嘌呤在生物合成中會合成為核苷酸，特別是核醣核苷酸，即核糖-5-磷酸。
主要的調節步驟為PRPP合成酶產生磷酸核糖焦磷酸(PRPP)的反應，這個步驟受無機磷酸鹽活化及受嘌呤核苷酸抑制。但這個步驟並不是合成嘌呤的關鍵步驟，因為PRPP也用於嘧啶的合成和補救途徑。第一個關鍵步驟為PRPP、穀氨醯胺和水反應，產生5'-磷酸核醣胺、谷氨酸和焦磷酸鹽，這個步驟受焦磷酸轉移酶催化，而此酵素又受PRPP活化，受AMP、GMP和IMP抑制。
腺嘌呤和鳥嘌呤皆由肌苷酸(IMP)衍生而來，若要合成一個完整的嘌呤環，反應中肌苷酸為第一個化合物。
肌苷酸由預先存在的核糖-磷酸透過複雜的途徑合成。以5號碳和4號氮代表，嘌呤環中的碳和磷原子的來源有很多。甘氨酸提供其全部的碳(2)，而穀氨醯胺(2)和天冬胺酸(1)的甲醯基(2)提供額外的氮原子，甲醯基受輔酶四氫葉酸轉移成10-甲醯四氫葉酸，及由碳酸氫鹽提供碳原子(1)。
甲醯基建立了嘌呤環中第2號位置及第八位置的碳，這兩個碳作為與兩個氮原子的橋梁。

## GMP
- 肌苷酸脫氫酶將肌苷酸(IMP)轉換成黃苷一磷酸(XMP)。
- GMP合成酶將XMP轉換成單磷酸鳥苷(GMP)。
- GMP還原酶將GMP轉回IMP。

## AMP
- 腺苷酸基琥珀酸合成酶將IMP轉換成腺苷酸基琥珀酸。
- 腺苷酸基琥珀酸裂解酶將腺苷酸基琥珀酸轉換成單磷酸腺苷(AMP)。
- AMP脫氫酶將AMP轉回成IMP。

## 降解
嘌呤會受許多酶分解

### 鳥嘌呤
- 核酸酶會解離核苷酸。
  - 核苷酸酶產生腺苷，然後腺苷脫氨酶產生肌苷。
  - 兩擇一：AMP脫氫酶產生肌苷酸；核苷酸酶產生肌苷。
- 嘌呤核苷磷酸化酶(PNPase)與肌苷反應產生次黃嘌呤。
- 黃嘌呤氧化酶催化次黃嘌呤生物轉化成黃嘌呤的反應。
- 黃嘌呤氧化酶與黃嘌呤反應產生尿酸

## 補救途徑
食物中氨基酸反轉的嘌呤也可能在新的氨基酸中補救和重新利用。
- 腺嘌呤磷酸核糖轉移酶APRT補救腺嘌呤。
- 次黃嘌呤-鳥嘌呤磷酸核糖轉移酶(HGPRT)補救鳥嘌呤和次黃嘌呤。(HGPRT的基因缺陷會造成尼氏乃罕症候群。)

## 失調
當嘌呤或嘧啶代謝循環中，因基因缺失而產生缺口，使這些化學物質沒有適當的代謝，且成人或孩童皆有機會罹患任何一種28種中遺傳性嘌呤代謝異常，可能還有更多尚未發現的異常。症狀包含痛風、貧血、癲癇、發展遲緩、失聰、腎功能衰竭或腎結石，或免疫力下降。

## 藥物療法
嘌呤代謝作用的調節具有藥物治療的價值。
嘌呤合成抑制劑抑制細胞的增生，特別是白血球。這些抑制劑包含硫唑嘌呤，其為器官移植和自體免疫性疾病(如類風濕性關節炎或炎症性腸病：克隆氏症和潰瘍性結腸炎)中會使用的免疫抑制劑。
霉酚酸酯是一種免疫抑制劑藥物，可避免器官移植的排斥作用，它的作用原理為阻礙肌醇單磷酸脫氫酶進行嘌呤合成反應。
氨甲蝶呤以阻礙葉酸(二氫葉酸還原酶的抑制劑)的代謝作用來直接抑制嘌呤合成。
別嘌醇可以抑制黃嘌呤氧化酶的藥物，並可降低體內尿酸的水平。這個藥物可用來治療痛風，因為造成痛風主要原因是尿酸在關節中形成結晶。

## 外部連結
- The Medical Biochemistry Page（页面存档备份，存于）
- Purine metabolism - Reference pathway（页面存档备份，存于）
- PUMPA: Purine Metabolic Patients’ Association（页面存档备份，存于）